# Moncontour (Côtes-d’Armor)
Moncontour település Franciaországban, Côtes-d’Armor megyében. Lakosainak száma 742 fő (2022. január 1.). Moncontour Hénon, Plémy és Trédaniel községekkel határos.

## Népesség
A település népességének változása:
| Lakosok száma | 1187 | 1014 | 901  | 935  | 914  | 865  | 867  | 790  | 752  | 742  |
|               | 1968 | 1982 | 1990 | 2006 | 2013 | 2015 | 2017 | 2019 | 2020 | 2022 |